# سونت ماونتین (اورگن)
سونت ماونتین (به انگلیسی: Seventh Mountain) یک منطقهٔ مسکونی در ایالات متحده آمریکا است که در Deschutes County واقع شده‌است. سونت ماونتین ۱۸۷ نفر جمعیت دارد و ۱٬۱۹۰٫۸۷ متر بالاتر از سطح دریا واقع شده‌است.